# Domfront

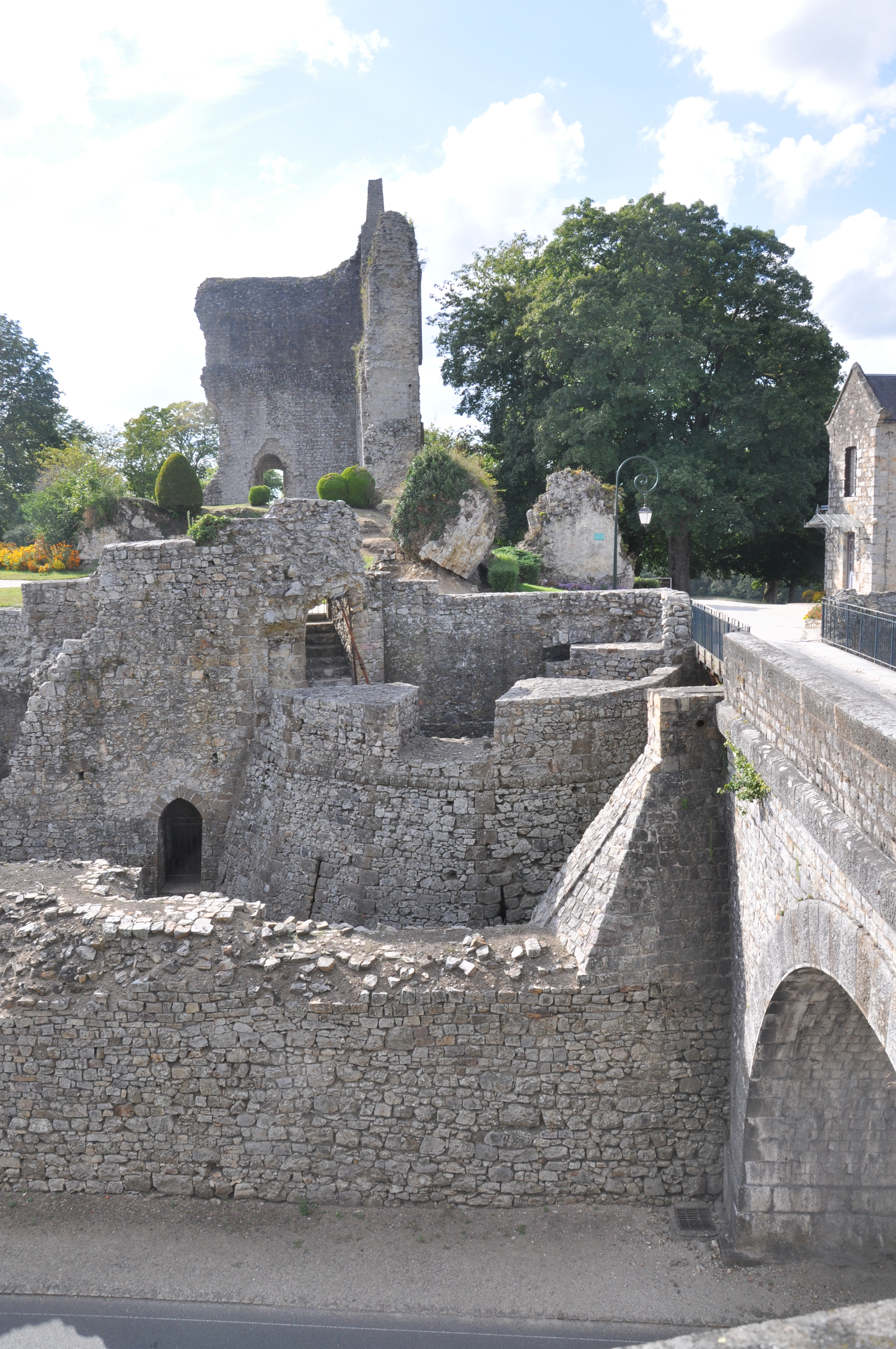
Castelo de Domfront

Domfront foi uma comuna francesa na região administrativa da Normandia, no departamento Orne. Estendia-se por uma área de 35,56 km². Em 2010 a comuna tinha 4 335 habitantes (densidade: 121,9 hab./km²).
Em 1 de janeiro de 2016, passou a formar parte da nova comuna de Domfront en Poiraie.